# Zanthoxylum gardneri
Zanthoxylum gardneri är en vinruteväxtart som beskrevs av Adolf Engler. Zanthoxylum gardneri ingår i släktet Zanthoxylum och familjen vinruteväxter. Inga underarter finns listade i Catalogue of Life.